# Михайло Дзіковський
Миха́йло Дзіко́вський (пол. Michał Dzikowski; 21 листопада 1820 Перемишль — 3 лютого 1888 Перемишль) — український і польський видавець, редактор, орендар і власник друкарень у Перемишлі та Львові. Відомий виданнями «Зорі Галицької», Біблії, серії «Польська бібліотека» та іншими працями й творами польською, українською, церковнослов'янською, латинською та німецькою мовами.

## Життєпис

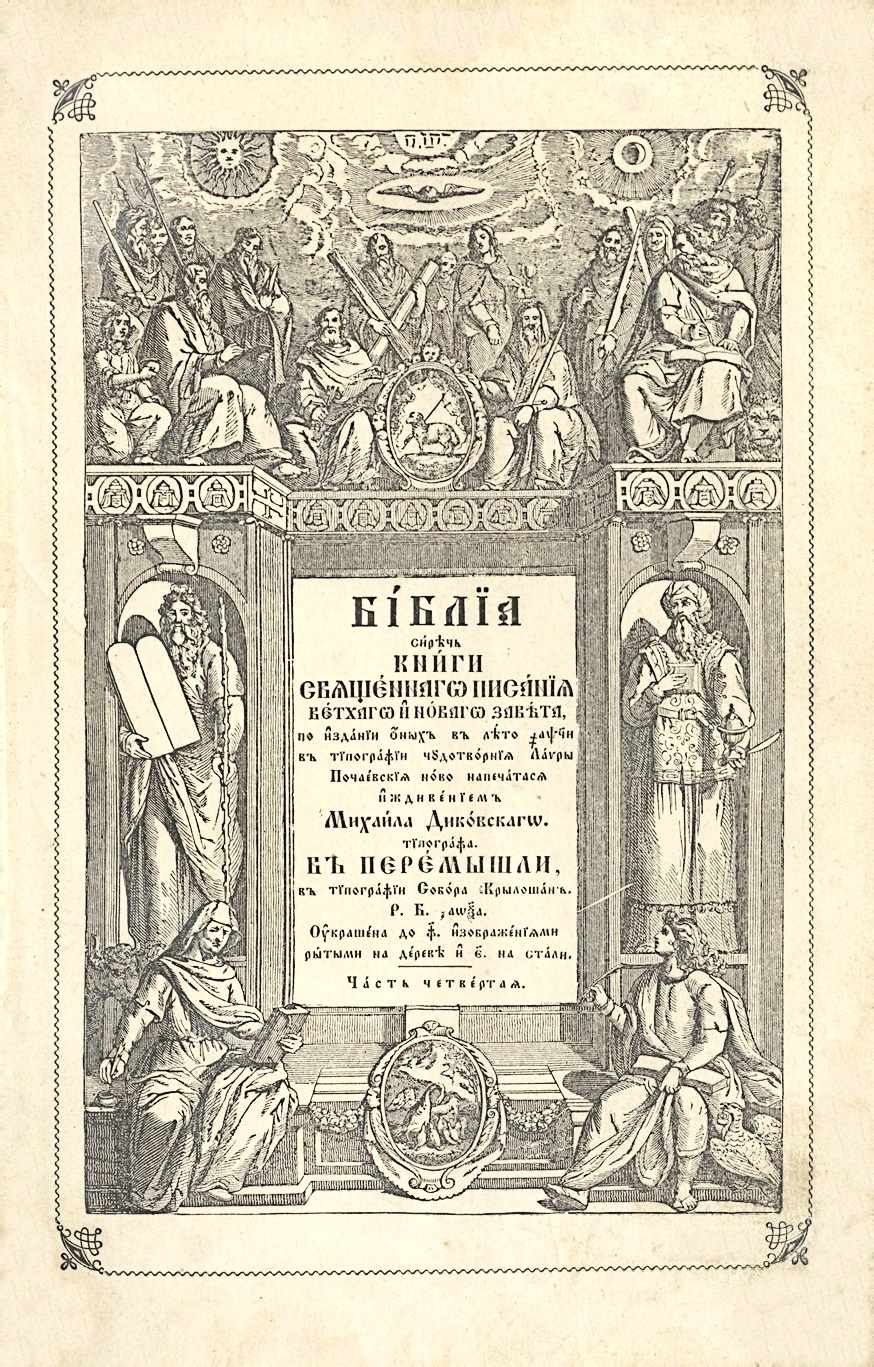
Титульна сторінка Біблії, виданої Михайлом Дзіковським

Михайло Дзіковський народився 21 листопада 1820 року в Перемишлі в родині пекаря Андрія (Анджея) Дзіковського та Анни Волинець. У 1828—1835 роках він навчався в Перемишльській гімназії. Надалі вивчав і практикував друкарство в Єпископській друкарні, де в 1838—1844 роках працював друкарем. Згодом він залишив Перемишль і переїхав до Львова. З 1854 року Дзіковський підвищив кваліфікацію друкаря і став управителем друкарні Ставропігійського інституту. Зокрема, у 1855–1856 роках, під його керівництвом, прибуток друкарні зріс до 600 флоринів. Для розширення продукції Дзіковський почав друкувати книжки польською мовою на додаток до українських творів.
У 1856 та 1857 роках він був видавцем першого українського літературно-наукового часопису «Зоря Галицка». Дзіковський взяв на себе зобов'язання усунути труднощі випусків, налагодити видавничі стосунки та забезпечити регулярний випуск і розсилку «Зорі». Від імені інституту було складене звернення до галицької громади. Натомість Микола Савчинський продовжував залишатися відповідальним редактором газети. На посаді управителя він розширив контакти з польською громадою, яка фінансувала видання різної тематики. З накладом 1900 примірників Дзіковський опублікував працю Poczet szlachty galicyjskiej i bukowińskiej (укр. Список галицької та буковинської шляхти) у 1857 році. Як менеджер друкарні, він розширив тематику видань, друкуючи поезію, праці, присвячені сільському господарству, переклади французьких драм та інші твори.
1 квітня 1856 року Дзіковський підписав свій перший договір оренди з Перемишльською греко-католицькою капітулою на шість років, до кінця березня 1862 року. Оренда становила 300 [[гульденів на рік, які він мав сплачувати раз на пів року. Окремі положення договору передбачали, що він зобов'язаний друкувати періодичне видання Перемишльської єпархії накладом у 700 примірників раз на два місяці. Дзіковський також мав за свій кошт ремонтувати й відшкодовувати пошкодження обладнання, а також надавати Управі 8 % знижку на всю продукцію. Управа знімала з себе відповідальність за всю опубліковану продукцію видавцем.
Перші його видання в Перемишлі були гумористичні — казки, сатири, фейлетони та інші твори. Дзіковський розширив продукцію до науково-популярних серій, календарів, економічних і сільськогосподарських праць. Окремо він публікував українські твори латинським шрифтом.
Співпраця з ініціатором і редактором Казімежем Юзефом Туровським з грудня 1856 року дозволила продовжити серію творів «Польська бібліотека» старопольських авторів, забезпечуючи наступні томи критичним апаратом на високому й доступному за ціною рівні. У результаті домовленості Туровського з Дзіковським було підготовлено 16 випусків «Бібліотеки» в рамках продовження серії, або «Перемишльської», від 105 до 120 випуску. Наступні випуски серії вийшли в Кракові, куди Туровський переїхав на роботу. Пізніше Дзіковський і Туровський невдало спробували започаткувати журнал Prawda, який зазнав краху через брак підписників.
У 1859—1865 роках Дзіковський реалізував великий проєкт видання Біблії Старого і Нового Заповітів церковнослов'янською мовою (Бїблїя сіріч книги священнаго писанїя). Видання містило 500 ксилографій і 9 гравюр на сталі. За основу була взята Біблія, видана в Почаївській лаврі 1798 року. У березні 1862 року він продовжив термін оренди друкарні до 1864, але у 1865 році умови стали невигідними для ведення справи, тому він відкрив власну друкарню.
Для свого підприємства він закупив нові шрифти, прес для розгладжування друкованого паперу та інші засоби на 2000 ринських золотих. На цій друкарні виготовляли гравюри польською, українською та німецькою мовами.. Окремо Дзіковський видавав накази Перемишльської ратуші, організаційні матеріали місцевих товариств і плакати.
Казімєж Гіртлер. «Нарис історії Перемишля», 1871 рік
Невдалі спроби переукласти договір оренди, а також відсутність постійних замовлень призвели до того, що його видання виходили малим накладом та обсягом. Приватна друкарня Дзіковського закрита 1873 року.
1877 року він став редактором газети Przegląd Lwowski. 
Помер Михайло Дзіковський 12 лютого 1880 року бідним у притулку для літніх людей. Львівська газета «Діло» написала про нього оголошення з розпродажем його останніх видань.

## Видання

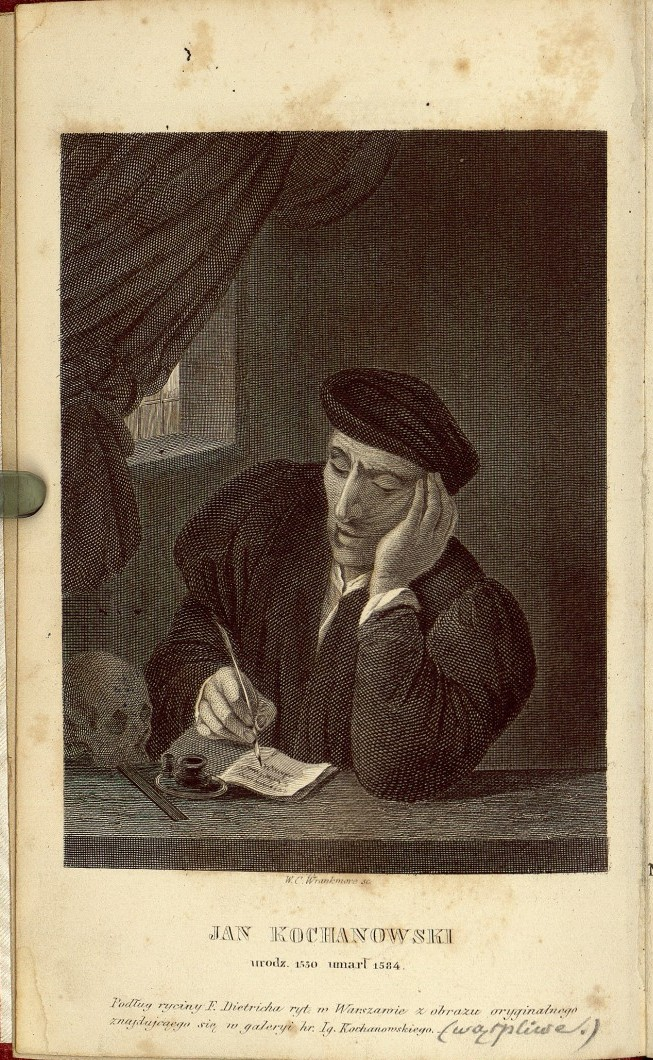
Портрет Яна Кохановського з видання Михайла Дзіковського, 1857

За життя видав понад 200 видань українською, польською, німецькою, латинською та церковнослов'янськими мовами. Серед них 148 видано у Перемишлі. Працю Poczet szlachty galicyjskiej i bukowińskiej перевидано в 1988 та 2001 роках. Найбільш важливими вважають:
- Зоря Галицка. 1856—1857
- Rozumiłowski G. Pisma humorystyczne Grzegorza Rozumiłowskiego oryginalne: złożone z ludowych powieści, ulotnych poezyi ucinków, filozofii moralnej, dowcipu, satyr, bajek, facecyi i rozmaitych anekdot. Przemyśl, 1856
- Poczet szlachty galicyjskiej i bukowińskiej. Lwów, 1857 (1988, 2001)
- Dłużniewski M. Weterynarya homeopatyczna / przez Marcelego Dłużniewskiego. Lwów, 1858
- Tytz K. Znaczenie sprawy drenowania wobec stosunków gospodarstwa wiejskiego w Galicyi. Lwów, 1858
- Węgliński Leon E. Poezyi małoruskii. Lwów, 1858
- Bernstein H. Knospen. Lemberg, 1858
- Kochanowski J. Wszystkie dzieła polskie Jana Kochanowskiego. T. 1. Przemyśl, 1857
- Kochanowski J. Wszystkie dzieła polskie Jana Kochanowskiego. T. 2. Psałterz Dawidów (Z podobiznami niektórych dawnych wydań). Przemyśl, 1857
- Modrzewski Andrzej F. O poprawie Rzeczypospolitej; tłumaczenie Cypriana Bazylika. Przemyśl, 1857 (1953)
- Naruszewicz A. Żywot Jana Karola Chodkiewicza wojewody wileńskiego, hetmana wielkiego W. Ks. Lit. T. 1. Wydanie Kazimierza Józefa Turowskiego. Przemyśl, 1857
- Перемишлянинъ. Місяцословь на годъ 1857. Въ Перемишли, 1857
- Psałterz świętego Dawida, proroka i króla dla pobożnych chrześcian katolickich; przekł. Jana Kochanowskiego. Przemyśl, 1857
- Węgliński Lew E. Łuczy. Poezyi małoruskii Lwa Eug[eniusza] Węglińskoho. T. 1. Lwihorod i Peremyszl, 1858
- Węgliński Lew E. Oman. Poezyi małoruskii. T. 2. — Peremyszl, 1858
- Węgliński Lew E. Rusałka. Poezyi małoruskii. T. 3. — Peremyszl, 1858
- Бїблїя сирічъ книги священнаго писанїя ветхаго и новаго завіта по изданїй онихъ въ літо "Δωчи въ тїпографїи чудотворнїя Лаври Почаевсїя ново напечатана ся иждивенїемъ Михаила Диковскаго, тїпографа, Оукрашена до φ изображенїями ритими на дереві и Έ на стали. Въ Перемишли, 1859
- Добрянскій А. Науки церковнии на всі праздники въ році для жителей сельскихъ, сочиненнии… Перемишль, 1860
- Духновичъ А. Хлібъ души или набожния молитви и пісни для Русиновъ. Въ Перемишли, 1860
- Лозинскиій І. Науки церковнїи на неділі цілого року. Въ Перемишли, 1860
- Літінскій І. Господарства сельского. Книжочка съ употребленье школъ народнихъ. Часть І. Въ Перемишли, 1861
- Терлецкій В. А. Думи та думки Іосипа Богдана Залеского, переведени зъ польского на родимий рускій язикъ. Перемишль, 1861
- Полдражанья Ісуса Христа, книжокъ четири. Сочиненіе Томи зъ Кемписа, каноника по правиламъ свъ. Августина, переведенїй зъ латиньского на рускій язикъ Иполитомъ [Владиміромъ] Андреевимъ Терлецкимъ… Въ Перемишли, 1862
- Dłużniewski M. Nowa Polska i Federacya Narodów wobec chrześcianizmu. Przemyśl, 1863
- Michna W. Pogląd na rozwój wiedzy ludzkiéj fi lozofi cznej. Od pierwocia do czasów naszych; przez Księdza Wojciecha z Medyki. Przemyśl, 1864
- Dzieje Polski, wierszem dla dzieci z uwagami. Wydanie drugie z drzeworytami królów polskich. Przemyśl, 1867
- Коляди и пісни набожния. Собалъ А. Т. Третое побольшеное изданіе. Львовъ, 1869
- Пісень 20 съ нотами для рускои молодежи. Перемишль, 1873